# Argy
Argy és un municipi francès, situat al departament de l'Indre i a la regió de Centre – Vall del Loira. L'any 2007 tenia 611 habitants.

## Demografia

### Població
El 2007 la població de fet d'Argy era de 611 persones. Hi havia 264 famílies, de les quals 80 eren unipersonals (24 homes vivint sols i 56 dones vivint soles), 80 parelles sense fills, 96 parelles amb fills i 8 famílies monoparentals amb fills.
La població ha evolucionat segons el següent gràfic:
Habitants censats

### Habitatges
El 2007 hi havia 357 habitatges, 268 eren l'habitatge principal de la família, 48 eren segones residències i 41 estaven desocupats. 342 eren cases i 15 eren apartaments. Dels 268 habitatges principals, 210 estaven ocupats pels seus propietaris, 51 estaven llogats i ocupats pels llogaters i 7 estaven cedits a títol gratuït; 1 tenia una cambra, 8 en tenien dues, 48 en tenien tres, 85 en tenien quatre i 126 en tenien cinc o més. 222 habitatges disposaven pel capbaix d'una plaça de pàrquing. A 105 habitatges hi havia un automòbil i a 130 n'hi havia dos o més.

### Piràmide de població
La piràmide de població per edats i sexe el 2009 era:
| Homes | Edats   | Dones |
| ----- | ------- | ----- |
| 0     | 95 o +  | 0     |
| 0     | 90 a 94 | 0     |
| 4     | 85 a 89 | 0     |
| 4     | 80 a 84 | 8     |
| 24    | 75 a 79 | 24    |
| 16    | 70 a 74 | 28    |
| 20    | 65 a 69 | 28    |
| 20    | 60 a 64 | 24    |
| 20    | 55 a 59 | 16    |
| 24    | 50 a 54 | 28    |
| 16    | 45 a 49 | 16    |
| 24    | 40 a 44 | 24    |
| 24    | 35 a 39 | 12    |
| 28    | 30 a 34 | 0     |
| 24    | 25 a 29 | 32    |
| 16    | 20 a 24 | 20    |
| 16    | 15 a 19 | 16    |
| 4     | 10 a 14 | 8     |
| 8     | 5 a 9   | 12    |
| 12    | 0 a 4   | 16    |

## Economia
El 2007 la població en edat de treballar era de 375 persones, 277 eren actives i 98 eren inactives. De les 277 persones actives 260 estaven ocupades (140 homes i 120 dones) i 17 estaven aturades (7 homes i 10 dones). De les 98 persones inactives 51 estaven jubilades, 26 estaven estudiant i 21 estaven classificades com a «altres inactius».

### Ingressos
El 2009 a Argy hi havia 292 unitats fiscals que integraven 671 persones, la mediana anual d'ingressos fiscals per persona era de 15.904 €.

### Activitats econòmiques
Dels 18 establiments que hi havia el 2007, 2 eren d'empreses de fabricació d'altres productes industrials, 5 d'empreses de construcció, 3 d'empreses de comerç i reparació d'automòbils, 2 d'empreses de transport, 2 d'empreses d'hostatgeria i restauració, 1 d'una empresa financera i 3 d'empreses de serveis.
Dels 5 establiments de servei als particulars que hi havia el 2009, 3 eren paletes, 1 lampisteria i 1 empresa de construcció.
L'únic establiment comercial que hi havia el 2009 era una fleca.
L'any 2000 a Argy hi havia 40 explotacions agrícoles que ocupaven un total de 3.192 hectàrees.

## Equipaments sanitaris i escolars
El 2009 hi havia una escola maternal integrada dins d'un grup escolar amb les comunes properes formant una escola dispersa.

## Poblacions més properes
El següent diagrama mostra les poblacions més properes.